# Jasiniec
Jasiniec (Duits: Johanneshof) is een plaats in het Poolse district  Gorzowski, woiwodschap Lubusz. De plaats maakt deel uit van de gemeente Bogdaniec en telt 90 inwoners.